# Facoltà teologica dell'Emilia-Romagna
La Facoltà teologica dell'Emilia-Romagna (FTER) è una facoltà ecclesiastica nonché un'università della Chiesa cattolica che ha sede a Bologna.

## Storia
La prima facoltà teologica a Bologna fu eretta da papa Innocenzo VI con la Bolla Quasi lignum vitae (Avignone, 21 giugno 1360). Nella città erano allora presenti altri affermati studi teologici, in particolare quello domenicano, istituito nel 1248. Nel 1799 questa prima facoltà fu soppressa dagli occupanti francesi.
Fu ripristinata nel corso del XIX secolo, ma cessò il 24 marzo 1931 con la promulgazione di nuove norme accademiche ecclesiastiche, che trovarono la struttura debole e impreparata alle esigenze di una legislazione più severa. Gli studi teologici continuarono prevalentemente ad uso della formazione dei presbiteri. La struttura era denominata Studio teologico accademico bolognese (STAB).
La facoltà fu ripristinata per la terza volta, in seguito all'operato di Ermenegildo Manicardi; l'iter presso la Congregazione per l'educazione cattolica iniziò ufficialmente il 31 gennaio 2000 e terminò il 29 marzo 2004, con la proclamazione della facoltà.
Il 25 luglio 2017 la Facoltà teologica dell'Emilia-Romagna ha ricevuto il riconoscimento da parte del Ministero dell'Istruzione per la formazione degli insegnanti di ogni ordine, grado e disciplina.

## Struttura
È organizzata in tre dipartimenti:
- Teologia dell'evangelizzazione
- Teologia sistematica
- Storia della teologia

## Biblioteca
La biblioteca della si trova nella porzione posteriore di villa Revedin. Fin dal XVI secolo l’edificio fu sede del convento di S. Croce dei padri cappuccini, ma dopo la soppressione dell’ordine in epoca napoleonica (1810) fu convertito in villa e mutò diverse volte proprietari. La villa deve il suo nome al conte Pietro Revedin, che l’acquistò nel 1857. Furono i suoi eredi a venderla, nel 1929, al cardinale Nasalli Rocca, che intendeva erigere nel grande parco sulla collina il nuovo seminario arcivescovile di Bologna, inaugurato nel 1932; l'edificio ospita le aule della Facoltà teologica dell’Emilia Romagna.
La biblioteca è specializzata in teologia, filosofia, scienze bibliche, patrologia, spiritualità, bioetica, diritto canonico, liturgia, dialogo interreligioso, scienze sociali, storia dell’arte cristiana, storia della Chiesa, delle chiese locali e delle diocesi emiliano-romagnole. Conserva libri moderni e antichi (compresi alcuni incunaboli, Cinquecentine e Seicentine), riviste, strumenti e risorse digitali.

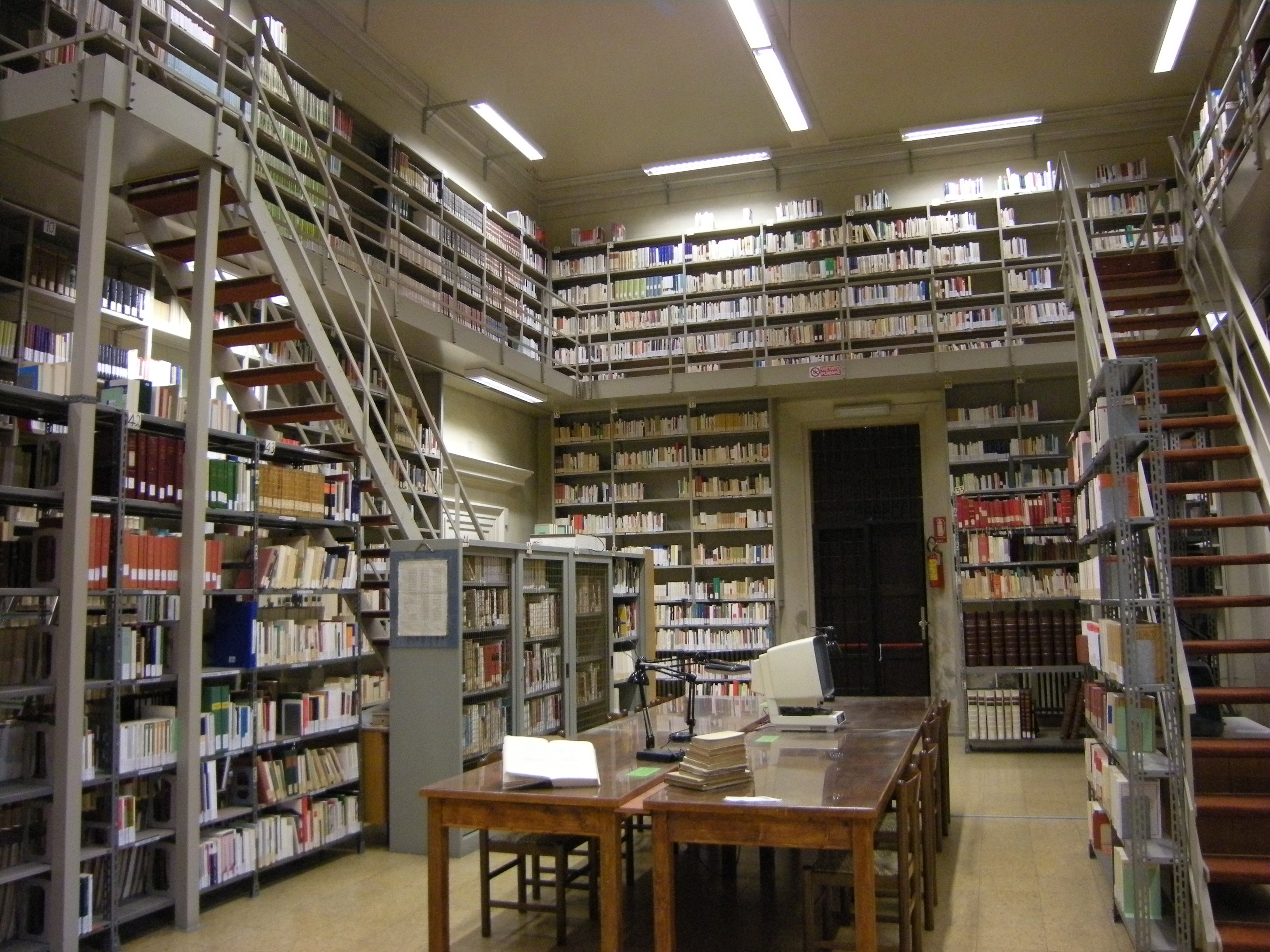
Biblioteca della Facoltà teologica

La biblioteca è aperta al pubblico e fa parte del polo delle biblioteche ecclesiastiche (PBE) e dal 2010 il suo catalogo è interamente disponibile online a partire dal Servizio bibliotecario nazionale (SBN).
È inoltre entrata nel censimento sistematico del patrimonio artistico, architettonico, archivistico e librario delle diocesi e degli istituti culturali ecclesiastici italiani (BeWeb). 
Dal luglio 2018 fa parte della rete "specialmente in biblioteca", costituita da sedici biblioteche specialistiche del territorio bolognese.

## Pubblicazioni
- Memorie Teologiche
- Rivista di Teologia dell'Evangelizzazione
- Sacra Doctrina

## Affiliazioni e convenzioni
Alla facoltà teologica sono affiliati i seguenti studi teologici:
- Istituto teologico "Sant'Antonio" (Bologna, non più attivo)
- Studio teologico interdiocesano (Reggio Emilia)

Sono ad essa collegati quattro istituti superiori di scienze religiose:
- Istituto superiore di scienze religiose "SS. Vitale e Agricola" (Bologna)
- Istituto superiore di scienze religiose "S. Apollinare" (Forlì)
- Istituto superiore di scienze religiose dell'Emilia (Modena)
- Istituto superiore di scienze religiose "Alberto Marvelli" (Rimini)

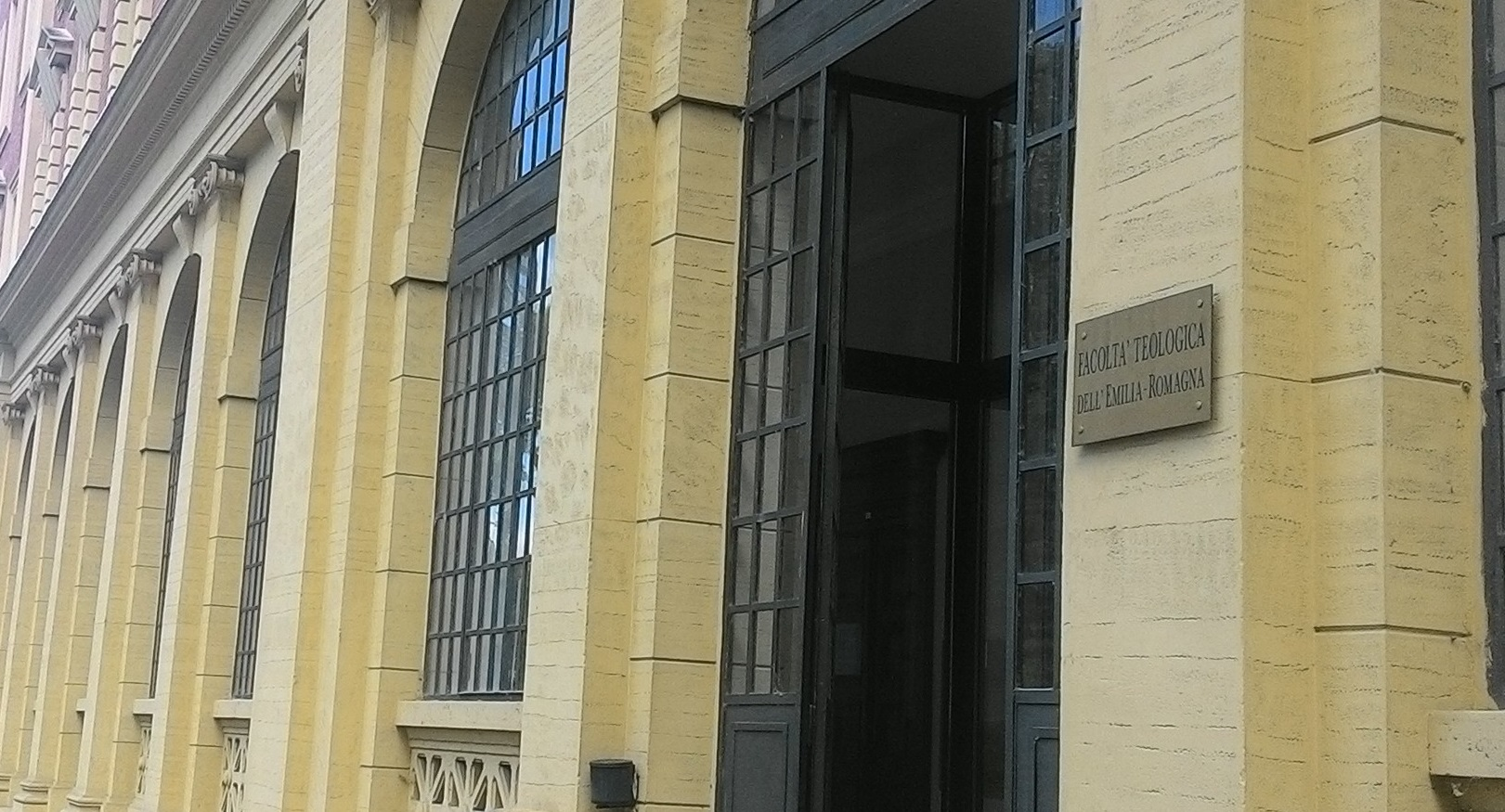
Particolare della facciata della Facoltà teologica

In convenzione vi sono anche le seguenti fondazioni e istituzioni accademiche:
- Alma Mater Studiorum - Università di Bologna
- Facoltà di diritto canonico "S. Pio X - Marcianum" (Venezia)
- Fondazione "Pietro Lombardini" per gli studi ebraico-cristiani
- Università Cattolica del Sacro Cuore

## Gran cancellieri
- Carlo Caffarra (2004-2015)
- Matteo Maria Zuppi (dal 2015)

## Presidi
- Ermenegildo Manicardi
- Erio Castellucci
- Guido Bendinelli
- Valentino Bulgarelli
- Fausto Arici